# スズランテープ

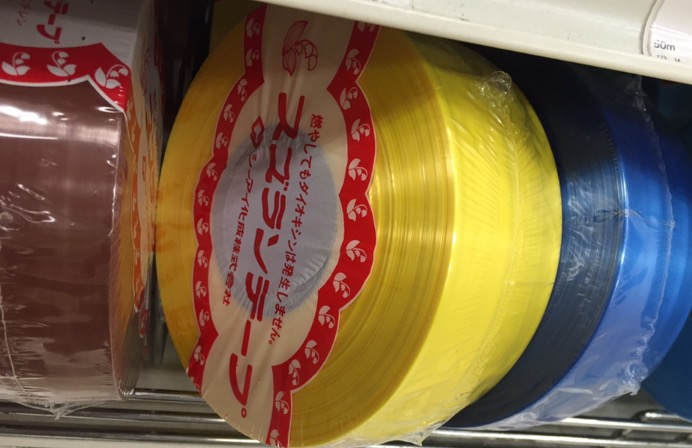
さまざまな色のスズランテープ

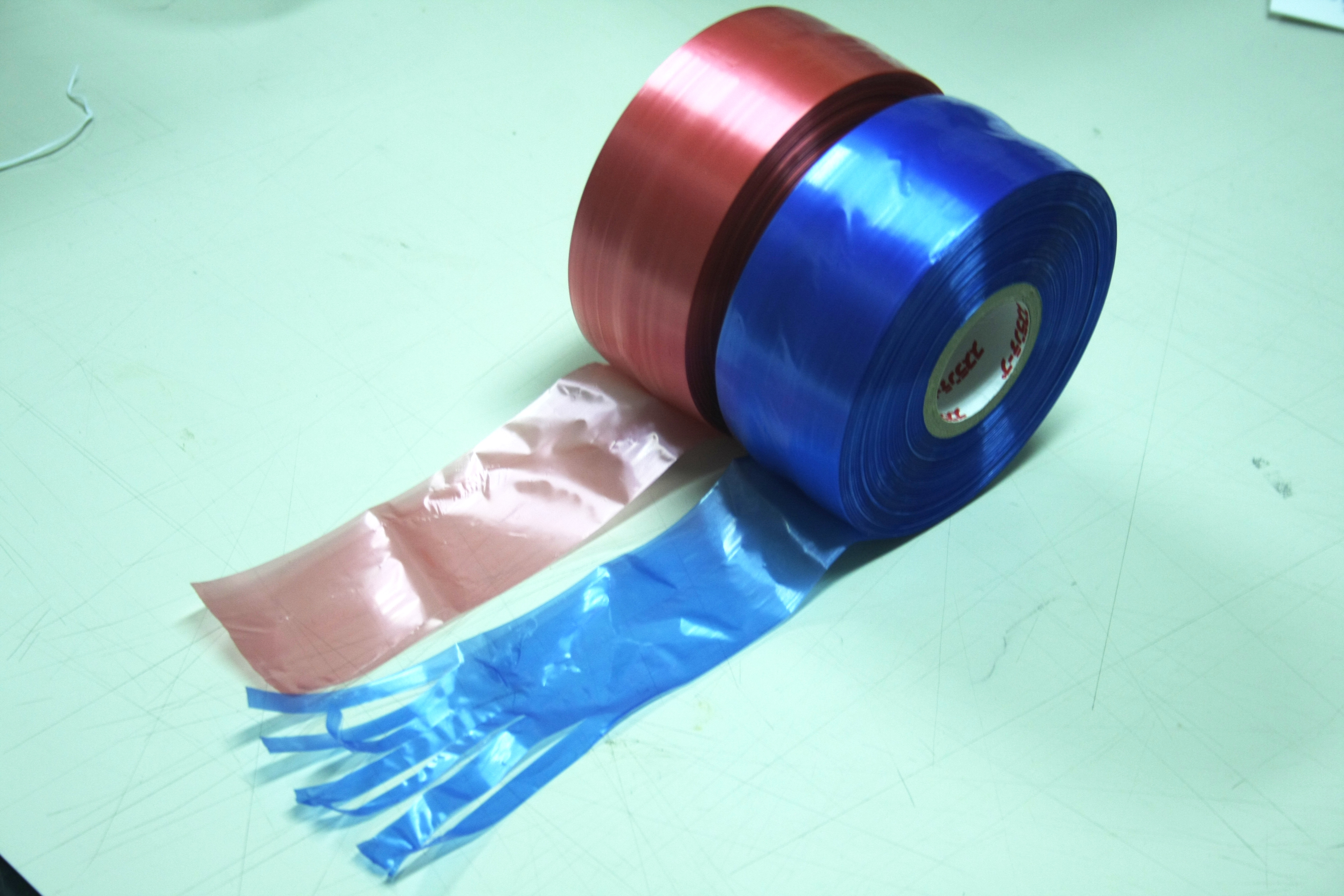
先端を割いたスズランテープ

スズランテープは、1962年に発売された伊藤忠サンプラス株式会社（シーアイ化成の子会社）の商標であり、ごく薄く幅の広い合成繊維製のテープを指す市場名である。
同社の製品は花の名にちなむものが多かったが、これは当初、農業用のわら稲の代替えとして開発された農業用の結束資材だったためで、担当はアグリ事業部である。「スズランテープ」に関しては、発売当時の生産ラインが札幌に存在し、1960年にスズランが「札幌市の花」に制定されたこともあり、当時の経営陣がスズランと命名した。その後も、サフランやマリヤン、ローズなど、商品名を「花の名前シリーズ」で付けられ、マリヤンは今でも自動結束機用撚り紐として販売されている。機械が自動的に縛るのがマリヤンで、人手で縛るのがスズランになる。
「テープ」と名が付いているが、粘着性は無く、いわゆるビニール紐である（後述）。ポリエチレン製が一般的であるが、比較的強度の高いポリプロピレン製のものも存在する。他社の類似品とあわせて「PEテープ（ポリエチレンテープ）」「PPテープ（ポリプロピレンテープ）」「平テープ」などとも総称されるが、「ホッチキス」、「セロテープ」などと同様、「スズランテープ」の名称が市場名として通用する。なお、同様の合成繊維を原料として「ひも」状の製品も市場に流通しており、スズランテープと混同されることもある。これらに関して区別を強調する場合は、「PEひも（ポリエチレンひも）」「PPひも（ポリプロピレンひも）」などと称される。
幅が50mm程度の薄膜でありながら繊維に対して長手方向の引張強度は比較的強い。防水性も高く荷造りなど家庭用の結束具として便利が良い。一方で長手方向には容易に裂くことができるという性質を利用して、スポーツ応援のポンポンをはじめとする各種手芸用としても需要があり、スズランテープ発売60周年を記念して、2022年9月にくすみカラーが発売された。「ソラマメ」「イチジク」「アケビ」「レンコン」の4色。アグリ事業部のことを知ってもらうため、色の名前は四季の農作物からとった。